# Mahmoud Messaadi
Mahmoud Messaadi (in arabo محمود المسعدي‎?; Tazarka, 28 gennaio 1911 – La Marsa, 16 dicembre 2004) è stato uno scrittore e politico tunisino.

## Biografia
Fu ministro dell'Educazione nei primi anni della presidenza Bourguiba (dal 1958 al 1968), quindi ministro di Stato (1969-1970), ministro degli Affari Culturali (1973-1976) e Presidente della Camera dei deputati tunisina (1981-1987). La sua azione di ministro è legata a un'importante opera di riforma scolastica volta a combattere l'analfabetismo. Inoltre ristrutturò il sistema universitario tunisino. Come scrittore è considerato una delle firme più importanti della letteratura araba del Novecento. Il più conosciuto dei suoi scritti è l'opera teatrale Essoud (1955).

## Opere
- Abu Hurayra ha detto, in 1939
- La diga, in 1940
- Nascita del oblio, in 1945